# Pride 31
Pride 31: Unbreakable (с англ. — «Несгибаемые»; в Японии известен под названием Dreamers — англ. Мечтатели) — событие организации смешанных боевых искусств Pride Fighting Championships, которое прошло 26 февраля 2006 года на Saitama Super Arena в японском городе Сайтама и которое транслировалось по системе PPV (pay-per-view — англ. плати за просмотр).
Главным поединком вечера стал бой между новозеландцем Марком Хантом и японцем Ёсукой Нисидзимой, в котором победу одержал первый, нокаутировав оппонента в третьем раунде.

## Проведённые бои
| № | Категория       | Победитель              | Проигравший        | Способ победы                    | Раунд | Время |
| 1 | Тяжёлый вес     | Роман Зенцов            | Педру Риззу        | KO (удар)                        | 1     | 0:25  |
| 2 | Полутяжёлый вес | Куинтон Джексон         | Юн Дон Сик         | Единогласное решение             | 3     | 5:00  |
| 3 | Тяжёлый вес     | Фабрисиу Вердум         | Йон Олав Эйнемо    | Единогласное решение             | 3     | 5:00  |
| 4 | Тяжёлый вес     | Цуёси Косака            | Мариу Сперри       | TKO (удары)                      | 1     | 1:20  |
| 5 | Тяжёлый вес     | Алистар Оверим          | Сергей Харитонов   | TKO (удары коленями)             | 1     | 5:13  |
| 6 | Тяжёлый вес     | Джош Барнетт            | Кадзухиро Накамура | Удушающий приём (удушение сзади) | 1     | 8:10  |
| 7 | Тяжёлый вес     | Антониу Родригу Ногейра | Киёси Тамура       | Болевой приём («рычаг локтя»)    | 1     | 2:24  |
| 8 | Тяжёлый вес     | Марк Колман             | Маурисиу Руа       | TKO (травма)                     | 1     | 0:49  |
| 9 | Тяжёлый вес     | Марк Хант               | Ёсукэ Нисидзима    | KO (удар)                        | 3     | 1:18  |